# Quintus Fabius Maximus Allobrogicus
Quintus Fabius Maximus Allobrogicus († wohl vor 100 v. Chr.) war ein römischer Adeliger aus der Familie der Fabier und im Jahr 121 v. Chr. Konsul.

## Leben
Quintus Fabius Maximus Allobrogicus war der Sohn des Quintus Fabius Maximus Aemilianus, der 145 v. Chr. als Konsul amtierte.
Obwohl es um Fabius’ Ruf in seiner Jugend angeblich nicht zum Besten stand, erhielt er von seinem Onkel Publius Cornelius Scipio Aemilianus Africanus Hilfe bei der Wahl der Quästoren für 134 v. Chr. und erlangte daher auch diesen Posten. Scipio führte in diesem Jahr als Konsul das Kommando der römischen Truppen in Spanien, erhielt wahrscheinlich auf seinen Wunsch Fabius als Quästor zugeteilt und befahl ihm, zur Verstärkung ein Heer von 4000 freiwilligen Soldaten mitzubringen. Als Scipio 129 v. Chr. verstarb, leitete Fabius zusammen mit einem weiteren Neffen des Toten, Quintus Aelius Tubero, die Begräbnisfeierlichkeiten. Außerdem trug Fabius die Grabrede vor, deren Autor allerdings Gaius Laelius war. Als Prätor und dann Proprätor (vermutlich 124–123 v. Chr.) hielt sich Fabius erneut in Spanien auf und wurde vom Senat verwarnt, da ihm Gaius Sempronius Gracchus eine Ausplünderung der Untertanen seiner Provinz vorgeworfen hatte.
Das Konsulat erhielt Fabius 121 v. Chr. zusammen mit Lucius Opimius. Er bekam Gallia Transalpina als Provinz zugewiesen und kämpfte erfolgreich an der Seite seines Vorgängers im Konsulat, Gnaeus Domitius Ahenobarbus, gegen die Allobroger und Arverner. Beide errangen am 8. August an der Mündung der Isère in die Rhône einen entscheidenden Sieg über die gallischen Stämme, obwohl Fabius an einer Krankheit litt. Da er in diesem Jahr das höchste Staatsamt innehatte, wurde ihm bei den Ehrungen der Vorrang vor Ahenobarbus zugebilligt. So durfte er nach seinem Konsulat als erster einen Triumph abhalten, bei dem der gefangene König der Arverner, Bituitus, in seinem Silberpanzer vorgeführt wurde. Die Zeugnisse, dass Fabius infolge seines Sieges im späteren Südfrankreich den Beinamen Allobrogicus erhielt, stammen erst von Autoren des 1. Jahrhunderts n. Chr. Dieses Cognomen ist aber zum Beispiel in den Triumphalakten noch nicht angeführt, so dass er es nicht offiziell verliehen bekommen haben kann. Zum Zeichen seines Sieges ließ er am Ort der entscheidenden Schlacht auch ein Denkmal erbauen. Mit den in Gallien erbeuteten Schätzen veranlasste er des Weiteren den Bau des Fornix Fabianus genannten Triumphbogens am Forum Romanum. Die Allobroger verehrten das Geschlecht der Fabier seit der Auseinandersetzung mit dem hier behandelten Fabius sehr und sahen seine Mitglieder zum Teil auch als Schutzpatrone an, ihr Stammesgebiet einschließlich ihrer Hauptstadt Vienne wurde danach Teil des Römischen Reichs.
Fabius’ weiterer Werdegang ist unklar, denn man weiß nicht genau, ob er oder Quintus Fabius Maximus Eburnus 113 v. Chr. einer Gesandtschaft nach Kreta angehörte und 108 v. Chr. Zensor wurde. Jedenfalls dürfte er vor 100 v. Chr. gestorben sein, da ihn Marcus Tullius Cicero nicht unter den zu diesem Zeitpunkt lebenden führenden Optimaten aufzählt. Nach dem mit ihm eng vertrauten Dichter Lucius Accius war er sehr gebildet.